# Караколь (Казталовський район)
Карако́ль (каз. Қаракөл) — село у складі Казталовського району Західноказахстанської області Казахстану. Входить до складу Бостандицького сільського округу.
Населення — 80 осіб (2021; 269 у 2009, 391 у 1999, 483 у 1989).